# Agrotis americana
Agrotis americana är en fjärilsart som beskrevs av Blanchard 1903. Agrotis americana ingår i släktet Agrotis och familjen nattflyn. Inga underarter finns listade i Catalogue of Life.